# Creoda di Mercia
Creoda o Crida (scritto anche Cryda) (540 circa – 593) potrebbe essere stato il primo re di Mercia, al potere verso la fine del VI secolo.

## Biografia
Come per molti dei primi re anglosassoni, si sa molto poco della sua vita. Creoda è ricordato nella Anglican collection (genealogie dei re anglosassoni) come figlio di Cynewald, nipote di Cnebba, e pronipote di Icel, l'antenato eponimo della sua famiglia, gli Iclinga.
Sebbene sia menzionato in una genealogia presente nella Cronaca anglosassone, a Creoda non è dato il titolo di re. La sua stessa esistenza è oggetto di discussione tra gli studiosi. La studiosa Barbara Yorke ha scritto: "Sebbene sia possibile che alcuni tipi di liste regali siano fonti di informazioni (anche se la lista di Worcester inizia con Penda di Mercia), questi inserimenti potrebbero non essere altro che intelligenti congetture basate su nomi derivanti da Beda e dalla genealogia di Aethelred di Mercia, mentre le date sembrerebbero essere influenzate da un inserimento nella Cronaca anglosassone per quanto riguarda la morte di Creoda...le fonti che sopravvivono non ci permettono di dire con una certa sicurezza nulla in più del fatto che il Regno di Mercia esistesse dalla fine del VI secolo".
L'opinione della Yorke fu condivisa dal professore di storia medievale Nicholas Brooks, che scrisse: "Nonostante il tentativo del professor Davies di difendere la storicità di questo materiale, non si può affermare con certezza che ciò che soggiace dietro questi inserimenti sparpagliati nelle opere di Enrico di Huntingdon, Ruggero di Wendover e Matteo Paris sia qualcosa di più importante di qualche ingegnosa congettura di un monaco inglese, forse di un'epoca successiva come l'inizio del XII secolo, sulla base dei nomi disponibili in Beda, nella genealogia reale merciana e nella Cronaca anglosassone. In base a questa interpretazione non sarebbe sorprendente il fatto che questi si incastrino più o meno adeguatamente con i frammenti di informazioni che possediamo sulla storia della Mercia delle origini; l'autore di questi inserimenti potrebbe aver avuto accesso alle stesse fonti che sono disponibili anche a noi".
L'idea secondo cui Creoda sarebbe stato un re di Mercia è presente nell'opera Historia Anglorum, che fu scritta da Enrico di Huntingdon nella prima metà del XII secolo. Questi riportò come presunta data di morte di Creoda quella del 593, ma alla base di quest'affermazione potrebbe esserci un equivoco, perché in quell'anno è riferita la morte di un uomo chiamato Crida, ma il contesto suggerisce che l'uomo morto fosse del Wessex e non della Mercia.

### Fonti primarie
- Autori vari, Cronaca anglosassone.
- Enrico di Huntingdon, Historia Anglorum.

### Fonti secondarie
- Nicholas Brooks, Anglo-Saxon Myths: State and Church, 1998, 400-1066, 2000.
- Michelle Brown e Carole Farr, Mercia, an Anglo-Saxon kingdom in Europe, 2001.
- W. Davies, Annals and the Origin of Mercia.
- Michael Swanton, The Anglo-Saxon Chronicle, 1996.
- Barbara Yorke, Kings and Kingdoms of Early Anglo-Saxon England, 1990.